# Ярошевич Федір Сергійович
Фе́дір Сергі́йович Ярошевич (* 6 червня 1964) — український військовик, полковник Збройних сил України, учасник російсько-української війни.
Командир 19-ї окремої ракетної бригади (2009—2023).

## З життєпису
Випускник Казанського вищого військового командно-інженерного училища ракетних військ ім. Чистякова (1985—1990 роки).
Проходив службу у 461 ракетній бригаді (с. Білокриниця, Тернопільської обл.) та 432-й ракетній бригаді (м. Надвірна, Івано-Франківська обл.) на РК «Точка».
З 2009 по 2023 рік — командир 19-ї ракетної бригади.
Одружений.

## Нагороди та відзнаки
- Орден Богдана Хмельницького I ступеню (11 травня 2022) — особисту мужність і самовіддані дії, виявлені у захисті державного суверенітету та територіальної цілісності України, вірність військовій присязі.
- Орден Богдана Хмельницького II ступеню
- Орден Богдана Хмельницького III ступеню (22 січня 2015) — за особисту мужність і героїзм, виявлені у захисті державного суверенітету та територіальної цілісності України, високий професіоналізм, вірність військовій присязі.[1]
- Орден Данила Галицького (3 грудня 2010) — за вагомий особистий внесок у зміцнення обороноздатності Української держави, зразкове виконання військового обов'язку, високий професіоналізм та з нагоди 19-ї річниці Збройних Сил України.[2]
- Медаль «За бездоганну службу» III ступеня (20 серпня 2007) — за вагомий особистий внесок у зміцнення обороноздатності і безпеки Української держави, бездоганне виконання військового і службового обов'язку, високий професіоналізм.[3]
- Відзнака Президента України — пам'ятний годинник (квітень 2009)[4]
- Відзнака Президента України — ювілейна медаль «20 років незалежності України» (2011).[5]